# Basil Radford
Basil Radford, född 25 juni 1897 i Chester, England, död 20 oktober 1952 i Westminster, London, var en engelsk skådespelare.
Tillsammans med skådespelaren Naunton Wayne dök Radford upp i flera brittiska filmer där de spelade de två cricketbesatta männen Charters och Caldicott. Den första filmen karaktärerna förekom i var En dam försvinner 1938.

## Filmografi, urval
- 1937 – Ung och oskyldig
- 1938 – En dam försvinner
- 1939 – Värdshuset Jamaica
- 1940 – Komplott!
- 1940 – Nattexpress
- 1943 – De tysta segrarna
- 1945 – Gyllene vingar
- 1945 – Skuggor i natten
- 1946 – Fångna hjärtan
- 1946 – Ungkarlsflickan
- 1948 – Fallet Winslow
- 1949 – Biljett till Burgund
- 1949 – Massor av whisky
- 1951 – Galopperande majoren
- 1951 – Vita korridorer